# Страдање свештеника у Јанкиној падини 1915.
Страдање свештеника у Јанкиној падини 1915 назив је за један је од злочина у Првом свестком рату који су починиле бугарске окупационе власти на простору Беле Паланке, Југоисточна Србија стрељањем двадесет свештенике и једног официра из нишког краја. Злочин се догодио 25. новембра (по новом календару) 1915. године, а преживела су га само два свештеника и један официр, који су касније и сведочили о том страшном дану и чину.

## Догађаји који су претходили злочину
Дана 23. октобра 1915. Бугари су ушли у Ниш и у његовој околини започели непрестано са уништавањем манастире, хапшењем свештенства и применом других насилних метдоде јер су југоисточни део Србије сматрале својом „западном покрајином”", и у њој су желеле да „ставе тачку на постојање Срба”. У склопу репресалија нишким каменоресцима су наређивали да уместо презимена која се завршавају на „ић”, на крстовима и споменицим клешу презимена која се завршавају са „ов”. Како су се скрнављењу манастира, цркава и споменика, извођењу проповеди у црквама и наставе у школама на бугарском језику и другим злочинима здушно супротставили свештеници, чиновници, учитељи..., они су били изложени бројним тортурама и хапшењима.
Прво је интерниран епископ Доситеј, а затим и сви свештеници који су се у Нишу затекли првих дана рата. У циљу репресалија крајем октобра 1915. године ухапшена је већа група грађана (око 400) међу којима је било и 22 свештеника, 2 официра, и већи број учитеља и чиновника, који су заточени у затвору у нишкој тврђави под изговором да треба да добију валидна документа због упућивања на рад у Бугарску.

## Опис злочина
Крајем новембра 1915. из нишке тврђаве издвојена је група од 400 лица са 22 свештеника и два официра, која се наводно упућује за у Бугарску, са образложењен „ да иде у њихову земљу и да не треба да се боје.” Колона заточеника која је кренула у 9 сати пре подне из града Нишког пут Беле Паланке у њу је стигла у 11 часова увече прегладнела преморена и премрзла. Под јаком стражом, Бугари су сместили у једну кафану у Белој Паланци 22 свештеника и 2 официра, док су групу војника и грађана отерали даље у мрак према Пироту по блатњавом путу и киши, све док их и тих мука нису успут ослободили.
У кафани 24 заточеник примио је официр Зарије Стојанов, који им се лукаво извињавао што услед ратних прилика није могао спремити лепше преноћиште. У кафани је потом:
Вечерао ко је шта имао у торби, а на починак их је упутио официр Зарије Стојанов, који их је обавестио да је полазак за Пирот и Софију ујутро у осам  сати.
Само што су заспали улетели су наоружани војници и почели будити заточенике уз образложење да одмах морају на пут, да би сутра у 6 сати ујутру стигли у Пирот на воз за Софију. Када је колона гоњена ударцима кундака у леђа стигла у кањон код села Кременице, на примедбе зтвореника да су промрзли и да им је потребан одмор, бугарски војници су одговорили батинама, а затим их постројили у четири врсте и наредили полазак за Пирот. Када је поворка, уз псовке и батине, стигла до Јанкине падине, иза Големог камена одјекнули су куршуми. Настало је јаукање и самртни крик несретника. Потом су према казивању рањеног свештеника Јончића који је заједно са свештеницима Тихомиром Поповићем и официром Јованом З. Поповићем успео да побегне и сакрије се иза једног жбуна, 
...бугарски солдати, уз псовке, гасом поливали стрељане и палили  их.
Злочин који се догодио 25. новембра (по новом календару) 1915. године, и у коме је страдало 20 лица, преживела су стицајем само два свештеника и један официр, који су касније и сведочили о том страшном дану и чину. Један од њих је био свештеник Милија Јончић из Пирота, који је након овог догађаја стигао до Беле Паланке, у којој је пресвукао свештеничку одору. Потом је као опанчар наставио да живи у Пироту, кријући се ве до 1917. испод патоса у соби, јер су га бугарске власти даноноћно тражиле како не би после рата сведочио о овом злочину.
Неколико дана након покоља у Јанкиној падини, 18. новембра 1915. годдине, у селу Јелашници код Нишке Бање, десио се сличан злочин. У њему је убијено 12 свештеника, четири официра и један учитељ. Кости убијених у Јанкиној падини и Јелашници пренете су септембра 1921. године у Саборну цркву у Нишу и сахрањене у заједничку гробницу.

## Имена страдалих
У првој ликвидираној групи свештеника и официра у Јанкиној падини страдали су: 
- Добросав Марковић,
- Лука Марјановић,
- Јован З. Поповић,
- Јанко и Марко Јанковић, рођена браћа
- Илија и Душан Поповић из Беле Паланке, пароси нишки,

- Јордан М. Ненчић, Драгомир Јовановић, Алекса Јовановић, Ђорђе Јовановић и Милан Поповић пиротски духовници,
- Сава Петковић,  парох ћићевачки,
- Стојан Стаменковић, парох љубешки,
- Драгутин Пешић из Јагличја,
- Ђорђе Пешић из Смрдана,
- Светозар Илић из Хума,
- Милан Марковић из Малче,
- Богосав Станић, парох рогљански,
- Милутин Миленковић, парох бошњачки,
- Станко Костић из Јаловик-Извора,
- Киријак, јеромонах хиландарски,
- Таса Ђорђевић официри из Неготина и поручник Крајиновић.[5]